# Пеньо Пенев (поет)
Вижте пояснителната страница за други личности с името Пеньо Пенев.
Пеньо Митев Пенев е български поет, известен като „Поетът с ватенката“. Животът му е изтъкан от премеждия, разочарования и трудности. Страда от хронична депресия (възможно е и биполярно разстройство), а в последните години от живота си и от алкохолизъм. Негов кумир е Владимир Маяковски. Много факти от живота и смъртта му остават в тайна дълги години, за да се използва неговото име от пропагандата като символ на комунистическата борба.

## Биография
Роден е на 7 май 1930 г. в с. Добромирка, Севлиевско. Учи в гимназия в Севлиево, но не завършва. Включва се в бригадирското движение, като работи на строежа на железопътната линия Ловеч – Троян и строежа на язовир „Росица“. От 1949 г. работи в Димитровград като разносвач на вестници, строител (отчетник на бригада) и журналист. Пише във в. „Димитровградска правда“, „Литературен фронт“, „Стършел“ и други. През 1957 г. отива със семейството си в София, нo не успява да се установи там, защото не може да вземе софийско жителство (изисквано от комунистическата власт) и да започне постоянна работа. Изпратен е от Писателския съюз в Държавното земеделско стопанство „Янко Забунов“, Тутраканско, за да списва, редактира и издава многотиражния вестник „Добруджанска дума“. През 1959 г. се връща в Димитровград, където се самоубива.
За пръв път печата през 1947 г. Пише едни от най-романтичните и възторжени стихове за „новия живот“, близки по звучене до най-добрите стихотворения на Никола Вапцаров. Автор е на стихосбирките „Добро утро, хора!“ (1956 г.), единствената стихосбирка, която излиза приживе, „Ние от двадесетия век. Димитровград. Стихотворения“ (1959) и „Стихотворения“ (1961) (посмъртно).
След много житейски изпитания и тежка депресия Пеньо Пенев се самоубива в нощта на 26 срещу 27 април 1959 г. в хотелска стая №118 на хотел „Москва“ в Димитровград. В нарочно предсмъртно писмо до началника на Окръжното управление на милицията в града Пенев снема отговорността за своята смърт от своите близки и познати. Въпреки това по-късно става ясно, че поетът е силно разочарован от реалността. Самият той в последните години на своя живот тъне в нищета, като няма средства за лечението на своето непризнато дете и продължава от идването си в града да живее в тясна квартира на Жилфонд под наем.
Има два брака и един син.

## Посмъртно признание
В Димитровград има Дом музей, посветен на живота и творчеството на поета. На негово име са наречени градската библиотека и паркът „Пеньо Пенев“ в града, където е поставен и паметник на този бележит представител на българската поезия от периода на т.нар. „социалистически реализъм“.
В родното му село Добромирка се намира къща музей и паметник, посветени на Пеньо Пенев.
През 1962 г. е удостоен посмъртно с Димитровска награда за литература.
През 1970 г. е обявен за почетен гражданин на Димитровград. 
От 1970 г. Община Димитровград учредява Националната литературна награда „Пеньо Пенев“. Присъжда се веднъж на две години, в рамките на дните на поезията „Пеньо Пенев“, които се провеждат около рождения ден на поета – 7 май.

### За него
- М. Иванов. „Повест за Пеньо Пенев“. 1964 (1988).
- Любен Георгиев, „Пеньо Пенев. Поетът с ватенката“. БАН. София. 1965, стр. 530.
  - „Пеньо Пенев. Поетът с ватенката“. София, 1970.
  - „Пеньо Пенев. Поетът с ватенката“. София, 1983.
  - „Пеньо Пенев. Поетът с ватенката“. София, 1990.
- „Между мечтата и утопията. Нови изследвания и документи за Пеньо Пенев“. Поредица „Литературата на НРБ: История и теория“ – книга 3. съст. Пламен Дойнов, ИК „Пан“. Департамент „Нова българистика“ на НБУ С. 2009.